# Enodes
Genre
Enodes est un genre monotypique de passereaux de la famille des Sturnidés. Il est endémique de l'île de Célèbes.

## Liste des espèces
Selon la classification de référence du Congrès ornithologique international (version 8.1, 2018) :
- Enodes erythrophris (Temminck, 1824) — Énode à sourcils rouges, Mainate à sourcils rouges